# Brachycephalie (Mensch)
Brachyzephalie beim Menschen oder kurz Brachycephalie (von altgriechisch βραχύς brachýs, deutsch ‚kurz‘ und altgriechisch κεφαλή kephalḗ, deutsch ‚Kopf‘) bedeutet Kurzköpfigkeit oder Rundköpfigkeit, das heißt eine breite Kopfform mit geringerer Länge. Es gibt verschiedene Kopfformen: Kurzschädel (Brachyzephalus), Mittelschädel (Mesozephalus) und Langschädel (Dolichozephalus), deren Häufigkeit sich unterscheidet bei verschiedenen Bevölkerungen (phänotypische Variation). Untersuchungen zu Kopfformen spielen eine Rolle in der Anthropologie und Paläontologie, beispielsweise bei Untersuchungen zur Abstammung des heutigen Menschen (vergleiche auch Brachycephalie bei Haustieren). Unter den Messmethoden ist diejenige nach Karolyi weit verbreitet. Dabei wird die größte Kopfbreite ins Verhältnis zur größten Kopflänge gesetzt als Länge-Breite-Index (LBI), heute meist als „Schädelindex“ bezeichnet (englisch cranial index).
Schädelmessungen sind auch im Rahmen der nationalsozialistischen Rassenideologie missbraucht worden. Gebraucht werden sie jedoch bis heute für die Unterscheidung von normaler Variabilität und beginnender krankhafter Veränderungen. Zu diesem Zweck werden Schädelmessungen bereits routinemäßig bei der Ultraschalluntersuchung im Mutterleib eingesetzt.
Brachyzephalie liegt bei einem Länge-Breite-Index von 80 bis 85 vor, Dolichozephalie bei einem Länge-Breite-Index von 70 bis 75.
Innerhalb dieses Bereiches handelt es sich um normale Schädelkonfigurationen, die familiär festgelegt sind, allerdings kann bereits die bevorzugte Schlafposition – meist auf dem Rücken liegend – zur Abflachung der hinteren Schädelkalotte führen. 
Von dieser normalen Varianz sind krankhafte Schädelverformungen zu unterscheiden: Durch forcierte oder fixierte Lagerung im Mutterleib sowie als Säugling kann es zu einer Verformung des Schädels kommen, die sich auch wieder rückbilden kann. Auch krankhafte Veränderungen können zu ausgeprägteren Schädelverformungen führen, die den eingangs genannten Indexbereich verlassen. Häufig sind ein vorzeitiger Verschluss der Schädelnähte Sutur und Stoffwechselstörungen mit Erweichung des Knochens.

## Brachyzephalus
Unter der Diagnose Brachyzephalus wird eine krankhafte Verkürzung des Schädels verstanden, zumeist auf dem Boden einer Koronarnahtsynostose, vorzeitiger Verschluss der Koronarnähte (vgl. auch Kraniosynostose). Entscheidend für Prognose und Behandlung ist der Zeitpunkt und das Ausmaß der Störung sowie Auswirkungen auf weitere Strukturen, insbesondere die Schädelbasis mit Gefäßen und Nerven.
Diagnostisch kommen neben der klinischen Untersuchung auch Röntgenaufnahmen des Schädels in zwei Ebenen und ggf. CT-Untersuchungen zur Anwendung. Therapeutisch kann durch frühzeitige geeignete Lagerung und/oder Physiotherapie bereits viel erreicht werden. Bei Synostosen ist in der Regel eine operative Nahtwiedereröffnung erforderlich.